# Zamek Borcków w Resku
Zamek Borcków w Resku – jeden z rejestrowanych zabytków miasta Resko, w powiecie łobeskim, w województwie zachodniopomorskim. Obecnie w stanie ruiny.
Zamek powstał oryginalnie jako budowla drewniano-ziemna. Należał do rycerskiego rodu Borcków. Murowany budynek został zbudowany zapewne w II połowie XIV wieku. Na przełomie XVII/XVIII wieku warownia uległa zniszczeniu. Zmienili się w tym czasie jej właściciele. Do dziś można zobaczyć małe wzniesienie, na obrzeżach którego w paru miejscach zachowały się kamienie, będące dawniej częścią muru obwodowego.